# 泗涇駅
座標: 北緯31度7分58秒 東経121度15分40秒 / 北緯31.13278度 東経121.26111度
泗涇駅（しけいえき）は上海市松江区に位置する上海地下鉄9号線の駅である。

## 駅構造

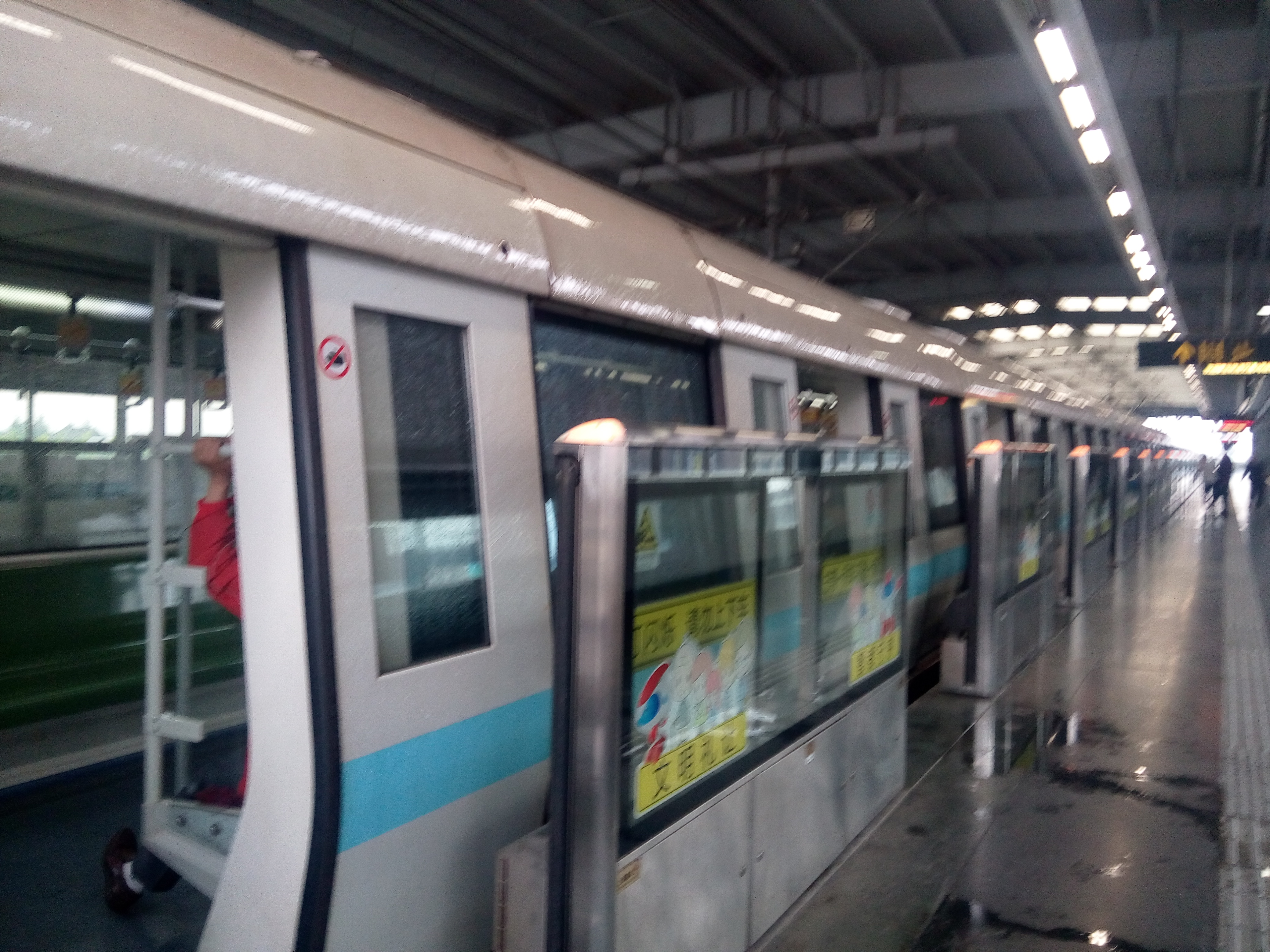
ホーム

相対式ホーム1面2線を有する高架駅。

## 歴史
- 2007年12月29日 - 開業。

## 隣の駅
上海軌道交通
■9号線
佘山駅 - 泗涇駅 - 九亭駅